# Élisabeth-Charlotte d'Orléans
Pour les articles homonymes, voir Mademoiselle de Chartres.
Ne doit pas être confondu avec Élisabeth-Charlotte de Bavière.
Élisabeth-Charlotte d’Orléans, petite-fille de France,  dite « Mademoiselle de Chartres », ensuite « Mademoiselle » en tant qu'aînée des petites-filles du roi Louis XIII, membre de la Maison de France, née le 13 septembre 1676 à Saint-Cloud et morte le 23 décembre 1744 à Commercy, est la fille de « Monsieur »  duc d'Orléans et frère de Louis XIV de France, et d'Élisabeth-Charlotte de Bavière, princesse Palatine ; elle épousa le duc de Lorraine et de Bar Léopold Ier. Elle assuma la régence des Duchés pour son fils retenu à Vienne de 1729 à 1737 puis fut investie à titre viager de la principauté de Commercy.
Si elle ne put marier sa fille Élisabeth-Thérèse à Louis XV, elle est, par son fils François, époux de Marie-Thérèse d'Autriche, la grand-mère de Marie-Antoinette et l’ancêtre de tous les Habsbourg-Lorraine actuels.

## Biographie

### Éducation

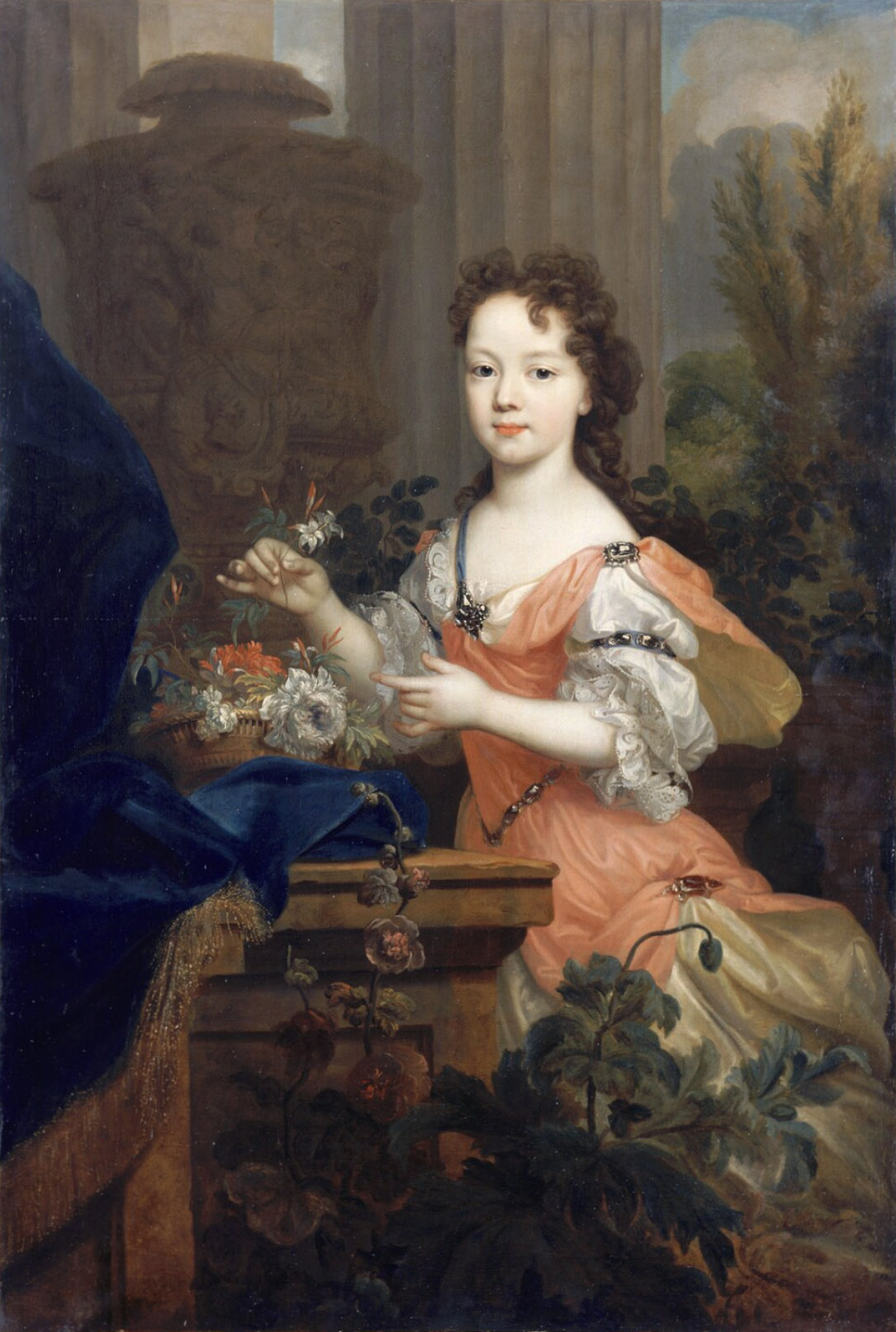
Nicolas de Largillierre, Portrait d'Élisabeth-Charlotte d'Orléans, vers 1680.

Élisabeth-Charlotte portait le prénom de sa mère, de même que son frère portait le prénom de leur père. Son enfance se passa sans incident notoire. Sa sœur aînée, reine d’Espagne, la seconde, duchesse de Savoie, et le roi n’ayant pas de fille survivante, celle que l’étiquette nommait « Mademoiselle » depuis le mariage de ses sœurs pouvait s’attendre à une union prestigieuse. C'était une enfant vive qui avait adopté le franc-parler de sa mère. À la dauphine qui lui proposait d’épouser son jeune frère, Élisabeth-Charlotte répondit : « Je ne suis pas faite, madame, pour un cadet. ». Cette répartie fut louée par la cour.
Nonobstant, comme l’écrit, non sans humour, Arlette Lebigre dans sa biographie de la Princesse Palatine « Mademoiselle est une victime de guerre » : âgée de douze ans quand éclate la guerre de la Ligue d'Augsbourg, elle en a vingt et un quand les canons se taisent, ce qui, pour une princesse du XVIIe siècle est un âge de « vieille fille ».

### Projets de mariage
Le roi essaya bien de marier Mademoiselle avec Louis Auguste de Bourbon, duc du Maine, fils légitimé qu’il avait eu de la marquise de Montespan tout comme il avait réussi à marier le duc de Chartres, frère de la princesse, avec une de ses bâtardes. Cependant, il dut compter avec sa belle-sœur : si « Madame » avait dû donner son consentement - non sans cris et sans larmes - au mariage de son fils, elle se consolait en se disant que son fils donnait son rang à sa bru. En revanche, elle se battit bec et ongles pour que sa fille, issue du sang légitime de France, ne soit pas « rétrogradée » au rang de princesse légitimée. Il lui était déjà suffisamment insupportable que la nouvelle duchesse de Chartres voulût traiter sa jeune belle-sœur comme une servante. Craignant le scandale, le roi renonça à ce projet.
Madame pensa donner sa fille au roi d’Angleterre, Guillaume III, son cousin, veuf depuis 1694 de la reine Marie II d'Angleterre, bien que celui-ci ait vingt-cinq ans de plus qu’Élisabeth-Charlotte et soit notoirement homosexuel. Il est vrai que le mari de Madame avait les mêmes penchants. En dehors des arguments concernant les caractères des personnes concernées, Madame oubliait quelques éléments d’ordre politique : le roi d’Angleterre était protestant et ni sa cour, ni ses sujets n’accepteraient une reine catholique venant en plus du pays des dragonnades. Ensuite l’Angleterre de Guillaume III était la plus acharnée des ennemis de la France de Louis XIV. Enfin, les deux pays étaient en guerre ouverte depuis 1688.
Un autre parti, plus prestigieux encore, fut proposé par le pape Innocent XII : le roi des Romains, Joseph, fils aîné et héritier désigné de l’empereur. Le futur empereur Joseph Ier n’avait que deux ans de moins que Mademoiselle et sa famille était solidement catholique. Par ce mariage, le pape désirait réconcilier les deux grandes dynasties catholiques, ennemies héréditaires depuis deux cents ans, encore une fois en guerre et sceller la paix entre les Habsbourg et les Bourbons. Sa Sainteté se heurta au refus respectueux mais ferme des deux maisons. Le pape était pourtant visionnaire, cette réconciliation interviendra en 1756 et se concrétisera en 1770 par le mariage du futur Louis XVI, descendant de Louis XIV, avec Marie-Antoinette, petite-fille de Mademoiselle.
Pendant ce temps, Mademoiselle montait en graine et supportait parfois difficilement la tutelle de ses parents. Si les Orléans formaient une famille unie, Mademoiselle avait hérité du franc-parler de sa Mère à qui elle reprochait vertement sa germanophilie militante. Monsieur était un père tendre mais ouvertement homosexuel. Il s’affichait avec son favori, le chevalier de Lorraine. D’ailleurs, à cette époque, considérant que son existence allait vers sa fin, Monsieur déclara tout de go à sa femme et à Mademoiselle qu’il entendait jouir encore plus de la vie et ne plus mettre aucun frein à ses débauches.
Pendant ce temps, Charles Perrault lui dédiait ses Contes de ma mère l'Oye en 1695.

### Un mariageà la campagne
La paix de Ryswick donna un époux à Mademoiselle. Voyant que la guerre s’enlisait, Louis XIV dut faire des concessions et rendre les territoires qu’il occupait — en toute illégalité — depuis plusieurs années. Il rendit donc la Lorraine et le Barrois à leur duc légitime, Léopold Ier qui, âgé de 18 ans, était né en exil et ne connaissait pas sa patrie. Cependant, se méfiant de ce neveu et filleul de l’empereur, le roi voulut se l’attacher en lui faisant épouser sa nièce. La nouvelle fut accueillie avec joie par la promise qui craignait de rester vieille fille. La duchesse d'Orléans était aux anges mais constatait avec réalisme la pauvreté du futur époux. L’alliance était brillante mais le duc n’avait pas un sou et la Lorraine, comme le Barrois, était ruinée par près de 80 ans de guerres et d’occupations diverses — notamment française.
Le roi ouvrit largement sa cassette pour sa nièce. Tant d’honneurs excitèrent la jalousie des autres membres de la famille royale : prenant pour prétexte la mort en bas âge d’un enfant du duc du Maine, certaines princesses prétendirent assister aux cérémonies du mariage par procuration en habit de deuil. De même, les duchesses s’émurent en apprenant que, pour honorer le futur époux, les princesses de la maison de Lorraine demeurant à la cour (les descendants des Guise) danseraient avant elles.
Le roi se fâcha et tout se déroula selon ses ordres (1698). Le duc d'Elbeuf, aîné des princes de la branche française de la Maison de Lorraine représenta le jeune duc et épousa Mademoiselle par procuration.

## Famille

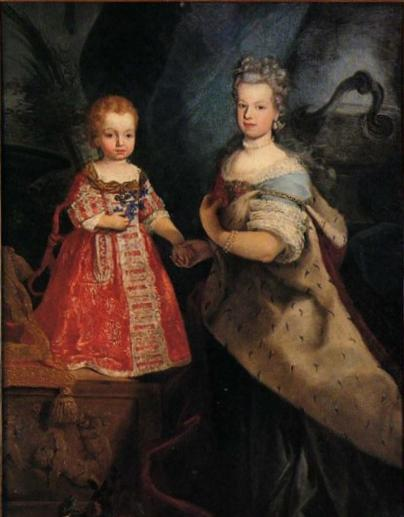
Sa fille Élisabeth Thérèse et le duc d'Aoste

Inhabituellement et à la surprise de tous, ce mariage politique se mua en mariage d’amour. Dès l’année suivante, le couple ducal vient à Versailles où Léopold doit rendre hommage à Louis XIV pour la rive gauche de la Meuse. Les Lorraine retrouvent les Orléans et le bonheur du jeune couple éclate aux yeux des courtisans ébahis.
Élisabeth est bientôt enceinte et sa mère la voudrait visiter mais d’insurmontables problèmes d’étiquette rendent le voyage impossible. En 1700, elle assiste au mariage de Pierre de Montesquiou d'Artagnan au Plessis-Picquet, avec beaucoup d'autres personnalités de la cour. En 1701, Monsieur meurt et Madame souhaite s’installer auprès de sa fille mais le roi de France ne peut permettre que sa belle-sœur termine ses jours en territoire étranger. Mère et fille resteront unies par leur correspondance qui, malheureusement, sera détruite dans l’incendie du château de Lunéville le 4 janvier 1719.
Après dix ans de mariage (et de nombreuses grossesses de la duchesse), Léopold, toujours ardent, s’éprit de la marquise de Beauvau-Craon, dame d'honneur de son épouse, qui avait dix ans de moins que son épouse. Si le marquis, élevé avec le duc, fut largement récompensé pour sa complaisance, cette liaison fit souffrir la duchesse, qui, sur les conseils de sa mère se réfugia dans une dignité silencieuse. Le duc n’en continuait pas moins à fréquenter sa couche et à faire des enfants, dont un grand nombre moururent en bas âge. Élisabeth-Charlotte eut 16 grossesses en 19 ans mais n'accoucha que de 14 enfants : 
1. Léopold de Lorraine (1699-1700) ;
2. Élisabeth-Charlotte de Lorraine (1700-1711) ;
3. Louise Christine (1701-1701) ;
4. Marie Gabrielle Charlotte de Lorraine (1702-1711) ;
5. Louis de Lorraine (1704-1711) ;
6. Josèphe Gabrielle de Lorraine (1705-1708) ;
7. Gabrielle Louise de Lorraine (1706-1709) ;
8. Léopold-Clément (1707-1723) ;
9. François III Étienne (1708-1765), duc de Lorraine et de Bar, puis grand-duc de Toscane et Empereur des Romains épouse le 12 février 1736 Marie-Thérèse d'Autriche,« roi » de Hongrie et de Bohême (1717-1780) (16 enfants dont les empereurs Joseph II et Léopold II, la reine de France Marie-Antoinette d'Autriche) ;
10. Éléonore (1710-1710) ;
11. Élisabeth-Thérèse de Lorraine (1711-1741), mariée en 1737 à Charles-Emmanuel III, roi de Sardaigne (1701-1773) (3 enfants) ;
12. Charles-Alexandre (1712-1780), gouverneur des Pays-Bas autrichiens (1741-1780), grand maître de l'Ordre Teutonique (1761-1780) épouse en 1744 Marie-Anne d'Autriche (1718-1744) (postérité par Charles-Philippe, baron de Vaux, de sa liaison avec Marie-Jeanne de Tassillon, dont une descendante épouse en 1838 Frédéric Le Motheux, dont postérité) ;
13. Anne-Charlotte de Lorraine (1714-1773), abbesse des chapitres nobles de Remiremont, de Mons et d'Essen ;
14. Une fille morte peu après sa naissance (1718).

Original pour l'époque et dans le monde curiale, la duchesse voulut élever elle-même ses enfants, ce que critiqua sa mère pourtant non dépourvue d'instinct maternel.
En 1711, la variole s'étend sur l'Europe emportant en avril le jeune empereur Joseph Ier et le Grand Dauphin puis en quelques jours de mai trois enfants de la duchesse dont le prince héritier Louis, âgé de sept ans. La duchesse enceinte pour la onzième fois est anéantie : sur les dix enfants qu'elle a mis au monde, il ne lui en reste que deux. Elle donnera encore le jour à quatre enfants dont trois parviendront à l'âge adulte.

## Élisabeth-Charlotte et la vie artistique à la Cour

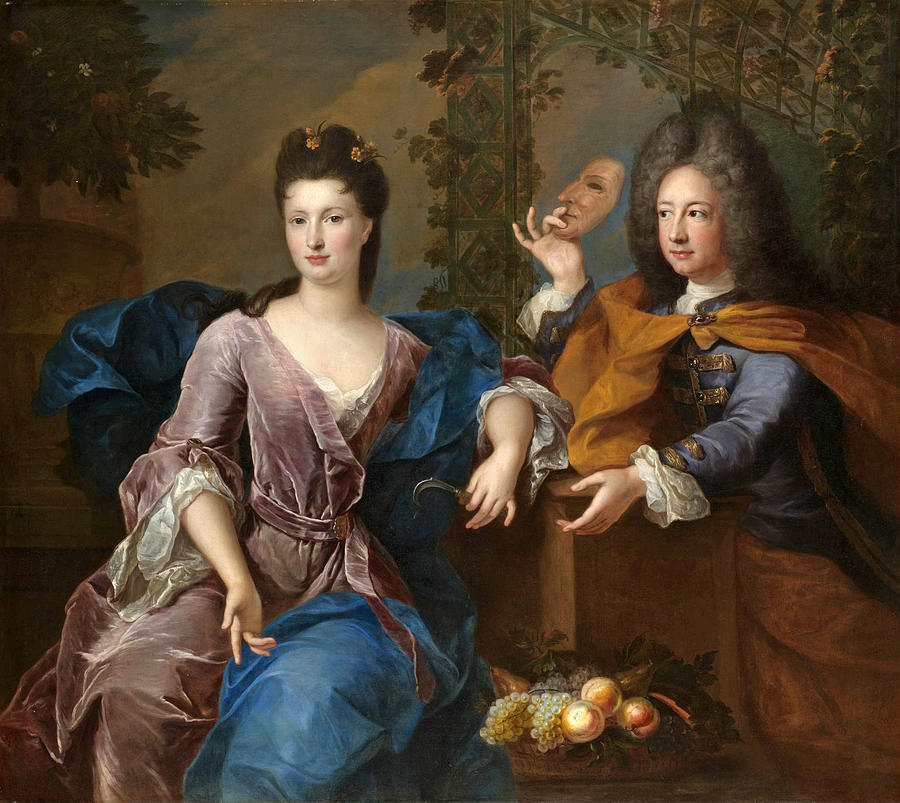
Élisabeth-Charlotte d'Orléans et son frère Philippe.

Le XVIIIe siècle fut une période de faste pour les Beaux-arts dans les duchés de Lorraine et de Bar. La cour de Lorraine vit chaque année des journées ou semaines de gala, comme l’interminable carnaval qui commençait le jour des Rois pour s’achever dans la nuit du Mardi-Gras, où opéras et divertissements en musique se succédaient. Les manifestations les plus importantes se déroulaient pour la fête des souverains en novembre : le 4,  la Saint-Charles, pour la duchesse, et le 15, la Saint-Léopold, pour le duc.
Les précepteurs du duc Léopold ont fait de lui un homme très ouvert au cosmopolitisme. Les visites des princes étrangers donnaient également lieu à des réceptions : le 24 février 1723, le prince Emmanuel de Portugal, frère du roi Jean V, arriva à Nancy, « comédie, carnaval et grand repas, concert » sont organisés pour l’accueillir. Toutes les comédies données à Nancy et Lunéville sous les règnes des ducs Léopold et François III étaient gratuites et permirent une intense activité artistique.
François III confia la régence à sa mère qui imposa sa politique et ses goûts artistiques, même s’il ne reste que peu de traces de son action dans le domaine artistique, étant donné que  François III emporta lors de son départ des Duchés des décors, des œuvres comme le décor de l’opéra de Lunéville, la bibliothèque de Lunéville, la collection de médailles. Stanislas modifia et détruisit bon nombre de bâtiments comme la ménagerie construite dans le parc du château d’Einville-au-Jard ; en outre l’occupation française à la mort de Stanislas entraîna des destructions dans le but d’effacer toutes traces de l’indépendance passée des duchés.
Des peintres, musiciens, architectes italiens et parisiens appelés par Léopold introduisirent donc à la cour de Lorraine les reflets de l’art baroque et versaillais, renforcé par les goûts de la duchesse Élisabeth-Charlotte, qui avait vécu à la cour de France. La position « d’entre-deux » des duchés contribua à développer l’art et les influences de la France et de l’Empire, permettant ainsi à faire de ce territoire un carrefour d’influence. Les décors des appartements ducaux témoignèrent de ce style qui alliait à la fois le goût français dû à la duchesse et l’inspiration lorraine. Léopold et son épouse désiraient un cadre et un rythme de vie dignes de leur rang.

### Théâtre et opéra
Parmi les plaisirs appréciés à la cour, le théâtre tient une place de choix : les pastorales, les comédies-ballets, les farces italiennes, mais aussi les œuvres de Corneille, Racine et Molière, ainsi que les opéras de Quinault et Lully.
Si le XVIIIe siècle fut une époque particulièrement faste pour l'histoire du théâtre en France, au début du règne de Léopold, il n’y avait ni salle de spectacle, ni artistes de métier, attachés à la cour  : une scène provisoire était installée à chaque représentation. Le duc, qui aimait profondément le faste de Versailles, décida peu après l’arrivée de Henry Desmarest de construire à côté du palais de Nancy une salle d’Opéra, inaugurée le 9 novembre 1709, avec comme spectacle Le Temple d’Astrée. Jean-François Nicolas mentionna dans son Journal que la salle de la Comédie étant entièrement achevée, S.A.R. Madame vint à Nancy le 9 novembre pour en voir jouer toutes les machines. La construction fut confiée à l’architecte italien Francesco Bibiena, issu d’une famille bolonaise spécialisée dans la construction et la décoration des théâtres. Lorsque Boffrand dessina les plans du château de Lunéville, aucune salle de spectacle n’avait été prévue, et il faudra attendre 1733, pour que la régente fasse édifier une « salle de comédie », dans le prolongement des appartements ducaux, au sud-est du château. Elle y fit transporter dès 1735 une partie des décors de l’Opéra de Nancy réalisés par Bibiena. Étant réservée à l’usage exclusif de la cour, elle fut édifiée dans la continuité du château et reliée par une galerie aux appartements réservés à la famille ducale.  Avant la construction de ce premier théâtre, les représentations théâtrales avaient lieu sur une scène démontable installée dans les jardins.
Des troupes de passage venaient jouer de temps à autre, surtout pendant la période de Carnaval, et bien souvent c’était les élèves du collège des Jésuites de Nancy, et ceux de l’Université de Pont-à-Mousson, qui montaient eux-mêmes des pièces. Cependant, étant donné que la cour de Lorraine n’avait pas d’artiste attitré, Desmarest dut faire face à des problèmes d’effectifs, et lors de son opéra Vénus et Adonis, le maître de ballet le chorégraphia et y participa. Il n’était pas rare que les danseurs et le corps du ballet fussent recrutés dans l’entourage de la famille ducale : les pages, les filles d’honneurs, les enfants du couple, le duc Léopold et la duchesse tant que son âge et sa santé le lui permirent, dirigés par Claude-Marc Magny, homme de chambre du duc et maître de danse à la cour. Il n’était en effet pas rare que la duchesse participât aux manifestations. L’opéra Marthésie, première reine des amazones, créé à Fontainebleau le 11 octobre 1699, fut représenté à la cour du duc de Lorraine à Nancy, durant le carnaval de 1700, par les seigneurs et dames de la cour, dont la duchesse Élisabeth-Charlotte. Il s’agissait d’une tragédie en cinq actes et d’un prologue sur un livret d’Antoine Houdar de La Motte, composée par André Cardinal Destouches. Désormais, les rôles chantés furent confiés à des professionnels, alors que les pages et courtisans ne paraissaient que dans les entrées de ballets.

### La vie musicale à la cour
Le couple ducal, souhaitant une « vie musicale plus conforme à leurs ambitions et à leur vanité  », confia la partie musicale des représentations théâtrales au surintendant de la musique, Henry Desmarets, secondé de Jean Gréneteau (premier valet de chambre du duc et maître d’instruments de Lorraine), de Regnault (maître de musique), et de François Mathias (organiste de la chapelle ducale).
Henry Desmarest, qui entra comme page à la Chapelle Royale, y resta jusques 1678, et fut entouré par des musiciens comme Du Mont et l’abbé Robert, Nivers. En 1683, il se présenta au fameux concours de recrutement des quatre sous-maîtres de chapelle qui devaient remplacer Du Mont et Robert nommés vingt ans auparavant. Le roi reconnaissant son talent lui accorda une pension à vie, malgré son jeune âge. Il fut l’un des quatre maîtres de la musique royale de Louis XIV, puis surintendant de la musique du roi d’Espagne pendant quatorze ans, et enfin se mit au service de Léopold en tant que surintendant de la musique. En 1697, après la mort de sa première femme Élisabeth Desprez en 1697, il échangea une promesse de mariage avec Marie-Marguerite de Saint-Gobert, une jeune et belle aristocrate. Une action pour rapt et séduction contre Desmarest fut menée en 1698, à la suite de l'investigation du père de cette fille. Il fut condamné et pendu sur la place du Châtelet par contumace car, prévenu à temps, il avait pris soin de fuir. Il voyagea, d'abord en Belgique où il rencontra nombre de musiciens italiens, puis en Espagne, attaché au service de Philippe V et enfin en Lorraine.
Lorsqu’il arriva en Lorraine en avril 1707, il s’agissait d’un « pays d’expression française, ouvert à tous les courants artistiques ». Sa réputation l’ayant précédé, le couple ducal l’accueillit à la cour, où la duchesse, qui avait écouté ses œuvres à la chapelle de Versailles ou à l’opéra, lui confia la mission de rassembler et de diriger un corps de musique. Il fut aussi engagé afin d’enseigner la musique aux enfants du couple ducal : la princesse Gabrielle joua du clavecin devant la cour de Lunéville lors de sa fête le 24 mars 1711. La Lorraine était, sous le règne de Léopold (1698-1729), un des États du Saint-Empire et les lois françaises ne pouvaient plus le frapper à la suite du procès d’enlèvement et il n'était donc plus menacé. Desmarest composa, en Lorraine, pour la chapelle ducale un grand motet avec chœurs, le psaume CX, Con fitebor tibi, les grands motets sur les psaumes Lauda Jérusalem. Le 25 août 1707, il réalisa pour la fête du prince Louis une « comédie nouvelle » et « une introduction en musique de voix et d’instruments à un ballet où Madame a dansé et Madame la princesse », puis le 15 novembre suivant, Desmarest monta à Lunéville l’opéra Vénus et Adonis. Aussitôt après, l’opéra Thésée  de Lully fut mis en place, les décors furent réalisés par Bibiena et Barilli tandis que les musiciens, chanteurs, la duchesse et ses enfants travaillaient les scènes et les danses, pour la représentation du 5 février 1708 à Lunéville. De 1708 à 1710, il composa de nombreuses pièces, connues grâce au livret édité pour l’occasion à Lunéville par le libraire Bouchard. Que ce soit des opéras de Lully (Le bourgeois gentilhomme, Amadis de Gaule, La pastorale, Les festes de l’Amour et de Bacchus, Armide) ou des compositions de Desmarest (Le temple d’Astrée, Diane et Endymion),  ces représentations remportèrent un vif succès.
De 1707 à 1711, Desmarest et le danseur Magny montèrent une quantité de grandes pièces de Lully, sûrement sous l’impulsion de la duchesse Élisabeth-Charlotte qui appréciait ces deux arts : danse et théâtre, et « voulut peut-être faire revivre en Lorraine des œuvres qu’elle avait appréciées et aimées en France », à moins que ce ne soit Desmarest qui fit ce choix, de par l’admiration qu’il vouait à Lully.
Malgré ce poste qui fit de lui un personnage de premier plan, il n’eut de cesse de réclamer, depuis la Lorraine, le pardon de Louis XIV, qui le lui refusa. Ce ne fut qu'en 1720 que le Régent lui accorda le pardon et que les autorités ecclésiastiques confirmèrent la validité du mariage de Desmarest et de Marie-Marguerite. Le musicien tenta alors un retour en grâce à la cour du roi de France, en lui dédiant notamment un de ses opéras Renaud ou la suite d’Armide. En 1726, après le décès de Michel-Richard de Lalande, un poste de quartier de sous-maître de la chapelle-musique du roi vacant ne fut pas attribué à Desmarest et ce dernier regagna ainsi la Lorraine. En 1727, il reprit son service auprès du couple ducal vieillissant, et le nombre de musiciens avait diminué, passant de 38 en 1707 à 19 en 1727. Desmarest conserva son titre de surintendant de la musique, lorsque François III arriva au pouvoir, mais la direction de l’orchestre fut confiée à Bonaventure Gille, le 20 juillet 1730. En 1737, alors âgé de 76 ans, il n'entra pas au service de Stanislas, roi de Pologne déchu, lorsque celui-ci devint le nouveau Duc de Lorraine.
À la chapelle ducale ou dans les fêtes profanes, la musique française régnait par le biais de Desmarest, grâce aux opéras de Lully  et le grand motet concertant. « La cour de Versailles, donnait ainsi le ton à celle de Nancy et de Lunéville. » Avec son installation à la cour de Lorraine, Desmarest connut un vif succès, que ce soit par ses compositions de musique religieuse ou profane, par son poste de surintendant.

### La peinture
Ignorant l’importance du fonds de tableaux antérieurs au XVIIIe siècle, il n’existait que peu de données sur les portraits des ducs et de la famille de Lorraine. Bien souvent, les portraits ne comportaient que la mention « duc ou duchesse de Lorraine », et ne permettaient donc l’identification certaine des anciens souverains. Les portraits princiers occupèrent une grande place dans les commandes, et les deux tiers des portraits ducaux identifiés représentaient Léopold et Élisabeth-Charlotte. Léopold entreprit une importante politique de commandes auprès des peintres pour compléter la décoration des châteaux qu’il s’était fait construire. François III et sa mère poursuivirent cette politique d’achat et de commandes de peintures pour la décoration des châteaux ducaux, notamment celui de Lunéville. Les quelques peintres travaillant pour la cour de Lorraine appartenaient presque tous à des familles ayant de près ou de loin servi les ducs. Soucieux de promouvoir les arts et de former les peintres et les sculpteurs, Léopold fonda, le 8 février 1702, une académie des Beaux-arts à l’exemple de celles de Rome, à Paris.
L’éclat artistique dès 1698 dépendit en grande partie d’apports extérieurs, de l’influence de Versailles durant le premier tiers du siècle. Les quelques peintres lorrains ne surent répondre à toutes les commandes de la famille ducale, et Léopold fit donc appel à Pierre Gobert et Jacques Van Schuppen. Pierre Gobert (1662-1744) jouissait d’une grande réputation parmi les dames de la Cour de France. Il séjourna en Lorraine de septembre 1707 à octobre 1708, puis en 1720-1721, et fit de nombreux portraits de la famille ducale dans la suite des portraits d’influence de la cour française, comme Élisabeth-Charlotte accompagnée de son fils Louis, ou d’une servante et d’un putto. Jacques Van Schuppen (1670-1751), quant à lui, apparut pour la première fois dans les comptes de l’hôtel ducal en juillet 1707, et fut employé en 1709 pour réaliser un décor de plafond. Il était avant tout portraitiste, et représenta le duc Léopold entouré de sa famille entre la vie privée et l’apparat avec la couronne fermée. Il quitta Lunéville pour Vienne le 21 décembre 1712, mais continua toutefois à percevoir sa pension jusqu’en 1716. Il fit partie de la Maison ducale jusqu’en 1720 et se vit accorder des « lettres de naturalité » en 1727.
Si Élisabeth-Charlotte aimait les distractions de la cour, elle se réfugia dans ses petits appartements pour s’adonner à la broderie, « à discuter des caprices de la mode avec sa dame d’honneur,  la princesse de Craon », mais passa également du temps dans les jardins à se promener ou à s’occuper de sa ménagerie située au sud-ouest du château, et à faire des parties de pêche sur le canal.

## De la prise de pouvoir à sa mort

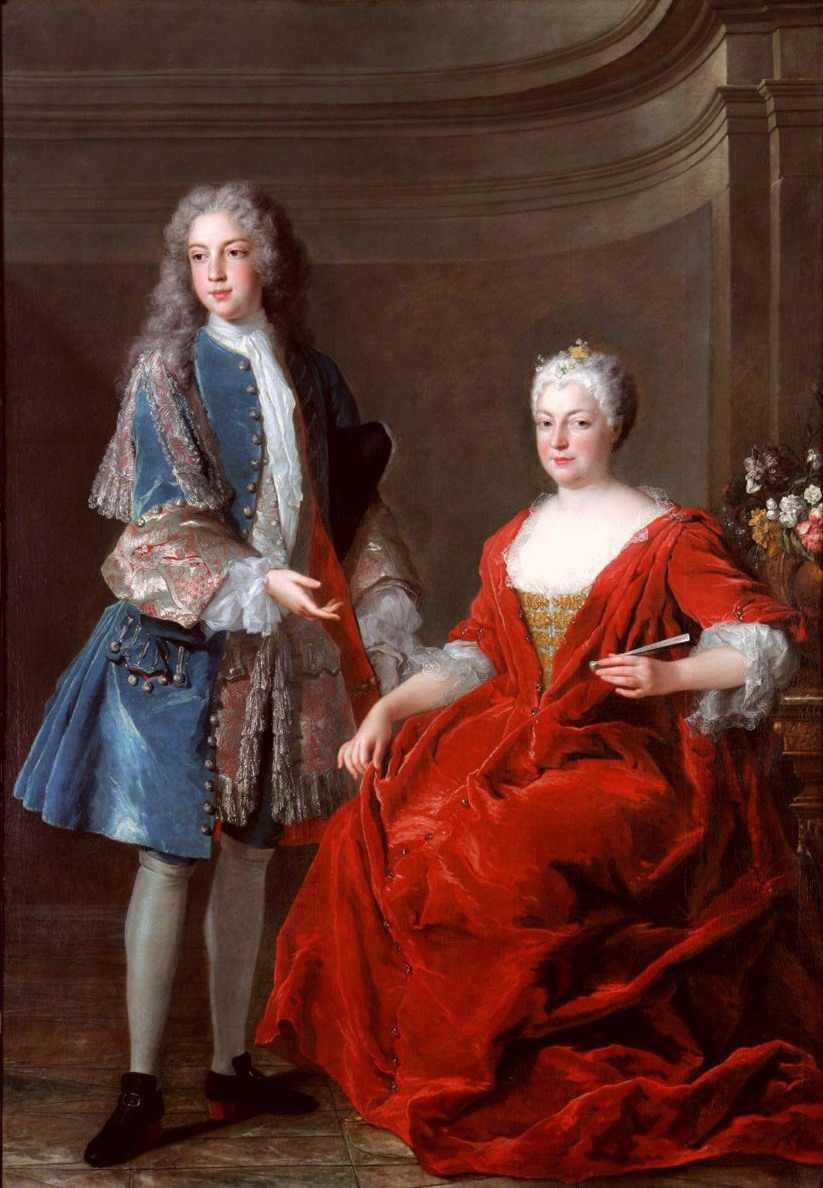
La duchesse et un de ses fils (vers 1723)

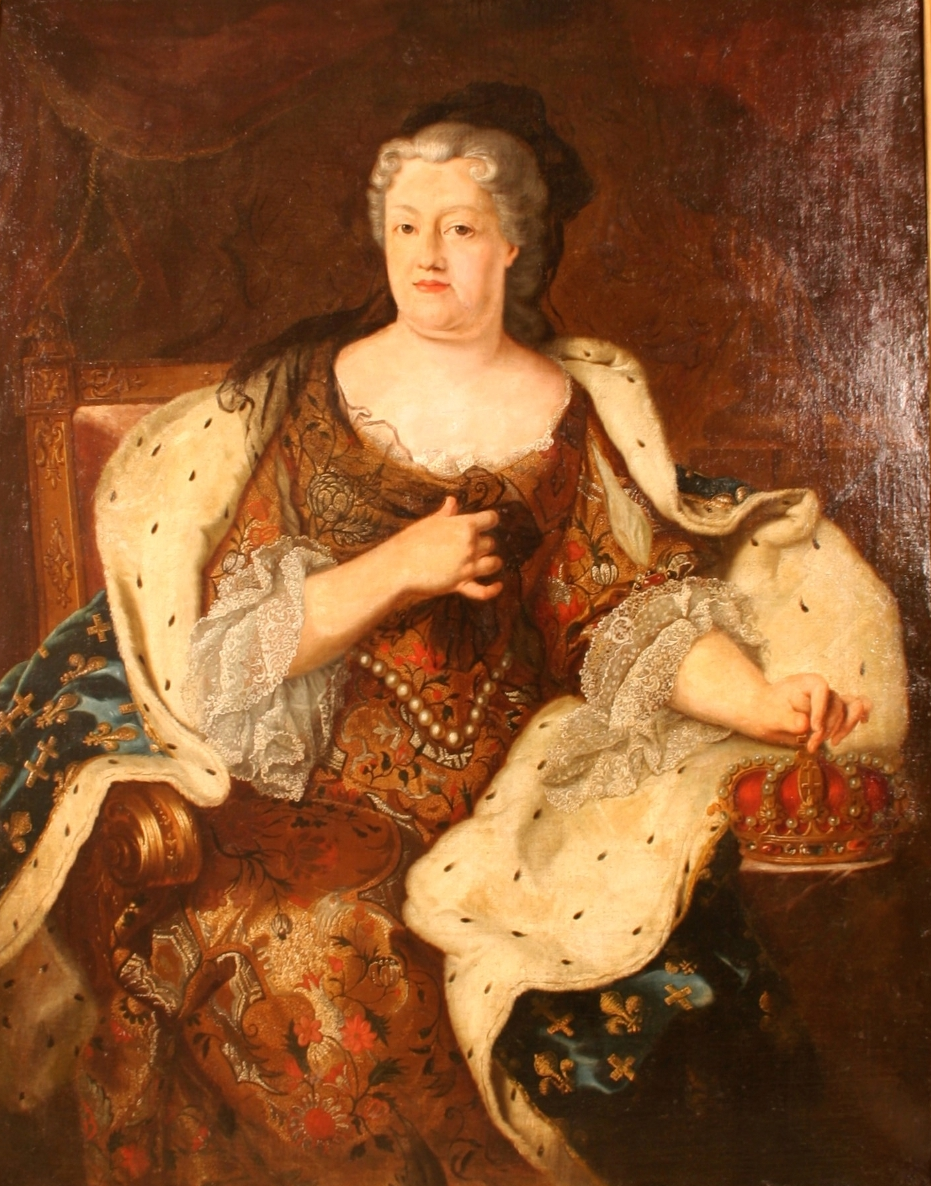
La duchesse de Lorraine d'après le Portrait de Madame par Hyacinthe Rigaud

La grande majorité des reines l’ont été en qualité d’épouses de roi, de mère ou de régente. Élisabeth-Charlotte fut l’épouse de Léopold, duc de Lorraine et de Bar, mais également la mère de celui qui fut le père de Marie-Antoinette. Mis à part cette descendance extraordinaire, la duchesse de Lorraine fut une femme de pouvoir à la mort de son époux, et régna sur les duchés pendant 8 ans.

### Prise de pouvoir à la mort de LéopoldIer: régente de 1729-1736
L’état de santé du duc se dégradant dès 1720 (fréquentes bronchites, abcès, troubles de la vue), les fêtes à la cour devenaient de plus en plus rares. Le testament de Léopold du 8 septembre 1719 affirmait le caractère inaliénable du domaine ducal, l’exclusion des filles de la succession et fixait les pensions des princes et princesses de Lorraine. Un codicille, en date du 16 décembre 1726, prévoyait de remettre la régence à un Conseil, composé de quelques grands officiers de la couronne, du maréchal de Lorraine, du garde des sceaux, des premiers présidents de la Cour souveraine et de la Chambre des comptes, du secrétaire d’État et du maître des requêtes qui seraient de quartier. Pourquoi la duchesse en fut-elle écartée ? Léopold pensait-il qu’elle était incapable de remplir cette fonction ? Est-ce son origine française qui l’empêcha d’être désignée dans le testament ? Léopold glissa dans un ruisseau au retour de sa visite de la maison du prince de Craon à Ménil ; cinq jours plus tard, le 27 mars 1729, il rendit son dernier souffle. La mort de Léopold survint alors que son fils François-Étienne séjournait à la Cour de Vienne, depuis l’âge de quinze ans. Alors qu’Élisabeth-Charlotte était écartée du conseil de régence, elle réunit au lendemain de sa mort un conseil, et fut déclarée pour seule et unique régente des duchés « avec pouvoir de les régir, gouverner et administrer ; d’établir tel Conseil qu’elle jugera à propos et d’exercer en toutes choses les droits de la souveraineté. » Pendant huit mois elle géra les duchés, s’occupant tout d’abord  de rééquilibrer les finances, car Léopold avait beaucoup emprunté et beaucoup donné. La duchesse prit des décisions pour asseoir son autorité, et supprima les lettres d’expectative ou de survivance qui permettaient aux titulaires des charges les plus importantes de les conserver pour leurs descendants.
François-Étienne, qui, âgé de 20 ans, préférait rester à Vienne, n’arriva à Lunéville que le 29 novembre 1729, et fut immédiatement considéré comme un « étranger, austère et guindé  ». Après avoir rendu hommage pour le Barrois mouvant à Louis XV, il se consacra à la réorganisation administrative et monétaire, poursuivant la politique que la régente avait menée en son nom. Il réorganisa en 1730 la maréchaussée, la milice bourgeoisie de Nancy, la « maison de force » où l’on enfermait les mendiants, les quarteniers de Nancy, les postes et messageries. Il quitta Lunéville le 25 avril 1731 pour ne plus jamais y revenir, après avoir confié la régence à sa mère. La régente eut à gérer tout d’abord l’occupation des duchés par les troupes françaises dès 1733, mais surtout la cession des duchés de Lorraine et de Bar et le mariage de son fils François III. Concernant l’occupation française des duchés, engendrée par la guerre de Succession de Pologne en septembre 1733, elle fit tout son possible pour épargner ses sujets. Mais la suite des événements affecta davantage les duchés.

### La cession des duchés de Lorraine
Le duc de Lorraine, François III, était sur le point d’épouser l’archiduchesse Marie-Thérèse, fille de l’empereur. Tout le monde était conscient, et surtout la France, que par cette alliance, François III serait appelé un jour à être le successeur de l’Empereur et réunirait ainsi au sein de la même famille, la couronne ducale et impériale.
Au même moment éclata la Guerre de succession de Pologne, commencée en 1733 et touchant à sa fin aux approches de l’an 1736, par le traité de Vienne négocié en secret en 1735, et ratifié en 1738. Durant la guerre, la France occupe à nouveau les Duchés, malgré les protestations de la duchesse et la promesse de la France. La France avait échoué dans sa tentative de replacer sur le trône de Pologne Stanislas Leszczynski, le beau-père de Louis XV, qui à la suite d'une élection nationale avait été déchu. Après de longues négociations diplomatiques, où la question du mariage de François III fut greffée à celle de la succession de Pologne, la décision fut prise lors des « Préliminaires de Vienne » signé le 3 octobre 1735 : il fut convenu que le roi Stanislas renoncerait au trône de Pologne au profit d’Auguste III, tout en conservant le titre de « roi de Pologne et grand duc de Lituanie », et recevrait à titre viager les duchés de Bar et Lorraine ; alors que François III deviendrait grand duc de Toscane à la mort de Jean Gaston de Médicis, duc régnant, permettant ainsi à la France de s’emparer des Duchés. L’idée d’une cession des duchés n’était pas neuve puisque le duc Charles IV en 1645-1646, avait déjà essayé de les céder contre le Luxembourg ; puis au printemps 1700 lorsque le roi Louis XIV proposa à Léopold de troquer la Lorraine contre le Milanais. Dès 1734, la duchesse Élisabeth-Charlotte d’Orléans, bien que princesse française d’origine, alerta à maintes reprises son fils des menaces reposant sur les Duchés, tentant de l’influencer et le suppliant à travers ses très nombreuses lettres adressées notamment à son fils, de ne jamais renoncer à la Lorraine comme dans cette lettre du 14 novembre 1735 : « […] pour moi, je vous avoue, mon cher fils, que je suis dans un état des plus violents […] car à mon âge, avec mes infirmités, que deviendrais-je, s’il me fallait sortir d’ici. Et j’aimerais mieux mourir que d’y rester avec ce Stanislas à qui l’ont dit que la France veut le donner, pour le faire roi d’Austrasie […] Et il n’y aurait pas de quoi vivre si vous faisiez cet échange, et les sujets de ce pays-là sont des gens traîtres et abominables ».
Or, François III  promit de signer la renonciation pour pouvoir épouser Marie-Thérèse. Il put ainsi faire sa demande officielle le 31 janvier 1736 et le mariage fut célébré le 12 février suivant en l’Église des Augustins à Vienne, alors que Jean-Gaston de Médicis était encore en vie. François III fut dès lors, considéré comme destiné à succéder à Charles VI comme empereur germanique, sous le nom de François Ier. Les deux familles, Lorraine et Habsbourg, étaient à nouveau réunies sept siècles après Hugues Ier, comte d’Alsace et de Ferette. Le 11 avril 1736, François III signa sa renonciation aux Duchés, entraînant la perte de « la vivante personnification de leur indépendance regrettée » en la personne d’Élisabeth-Charlotte. Quelques jours plus tard, par un traité signé secrètement au château de Meudon, Stanislas s'engageait envers son gendre à laisser la réalité de l'exercice du pouvoir à un intendant nommé par la France. Dès le mois de février 1737, le chancelier La Galaizière pris possession du Barrois au nom du roi de Pologne.

### Une nouvelle terre pour la duchesse
Bien que le château de Lunéville eût été donné en douaire à la duchesse par son époux en 1719 pour le cas où elle lui survivrait, elle en fut évincée, après que le cardinal de Fleury lui eut assuré qu’elle ne souffrirait pas de cette décision dans une lettre du 15 août 1736 : « La France est disposée à faire tout ce qui pourra contribuer au repos de SAR et à l’honneur de son rang. Si elle fixe son domicile en Lorraine, elle y jouira d’une absolue indépendance. Tout ce qui lui sera dû, pour sa dot, son douaire et pour l’entretien des princesses sera payé, dès que ce qui doit leur revenir aura été réglé entre SAR et le duc de Lorraine ».
La veuve de Léopold, qui avait trouvé chez son fils peu de soutien, n’avait aucune raison de le suivre en Italie ou en Allemagne, se considérant comme trop vieille pour apprendre l’allemand. Elle ne retourna d’ailleurs dans les terres de l’Empire que pour la grossesse de sa belle-fille en juin 1739 où elle revit ses deux fils François et Charles-Alexandre. Alors que son départ était imminent, elle garda tout de même espoir de rester à Lunéville (lettre à la marquise d'Aulède, le 11 juin 1736) : « […] le roy veut bien me permettre de rester isy, dans mon abitations, qui m’a été donné par contra de mariage. D’abord que le roy le permet, je n’en sortiray sûrement pas, et je ne suis pas comme mon fils, qui préfère d’estre simple suget de l’empereur à estre souvereint.[…]Pour l’éné, vouderoit aussy me rendre suget de cette empereur, qui coupe la gorge à sa fille énée et à tout mes enfans,en me voulant faire aler à Bruselle ; mes c’est à quoy je ne consantiray jamais, et resteray isy, puisque le roy le trouve bon, pour y finir mes jours. J’ayme fort et la Lorraine et les Lorrains ; je n’en suis point hais, et, par concéqand, je resteray avec eux jusqu’à la fain de mes jours ; mes, pour l’empereur, j’aymerois mieux mourir tout à leurs que d’estre sous sa dominations. Je vivray de ma vie, car de ceray isy, ou bien à Paris, sy le roy le veut. Pour à luy, il est le chef de ma maison, et je luy obéirray toujours, mes à nulle autre puissance ; et comme il me permet de rester isy, j’y finira mes jours, à ce que j’espère. […] »

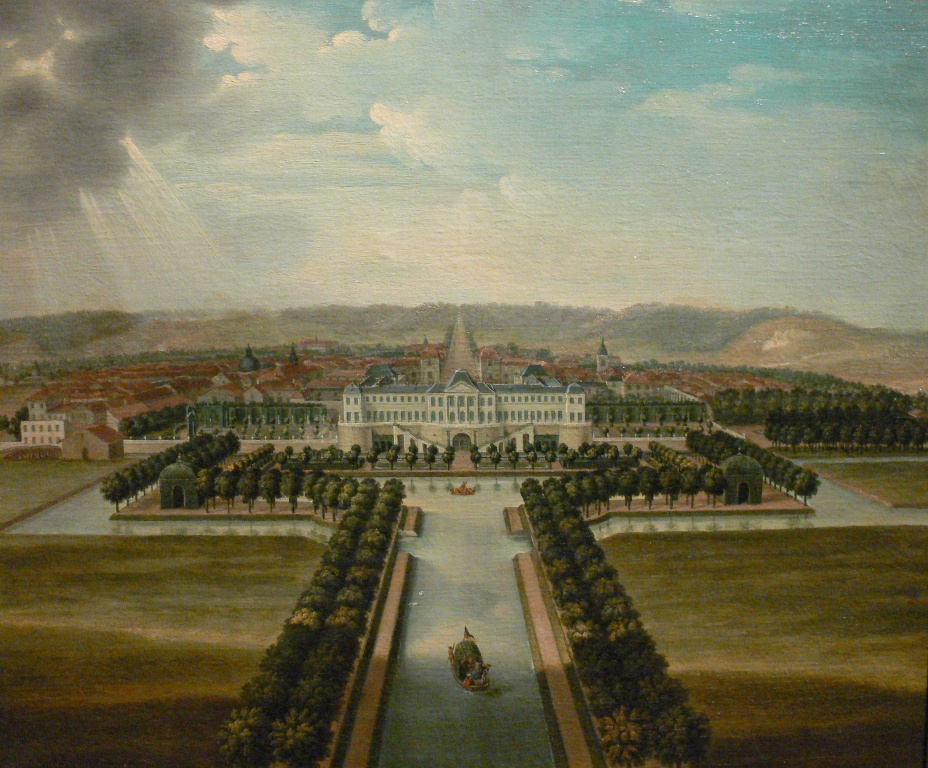
Le château de Commercy

Désormais, Stanislas élirait résidence à Lunéville et la duchesse serait envoyée dans l’ancien fief seigneurial de Commercy, construit par Jean-François Paul de Gondi, cardinal de Retz, puis réaménagé à partir de 1708 par le cousin par alliance de la princesse, le prince Charles-Henri de Vaudémont, fils naturel de Charles IV. La duchesse quitte effectivement Lunéville le 6 mars 1737. La nouvelle demeure de la duchesse dut être remeublée, puisque le château fut inoccupé pendant une quinzaine d’années. Le mobilier provenait des appartements de la princesse à Lunéville, et peut-être dans les salons de réception ou les anciens appartements du duc Léopold. Désespérée de la perte de la nationalité lorraine, amère et furieuse contre son fils, Élisabeth-Charlotte se résigna à céder la place à Stanislas et consentit à l’échange le 4 juillet 1737. Elle n’obtint cependant, ni le titre de gouvernante de Lorraine qu’elle avait réclamé, ni l’érection du bailliage de Lunéville en souveraineté, ni même la libre disposition du château et du parc pour pouvoir recevoir l’ambassadeur du roi de Sardaigne chargé de lui demander, au nom de son maître Charles-Emmanuel III, la main de l’aînée de ses filles, Élisabeth-Thérèse. Toutes ces faveurs lui furent refusées, alors qu’elle vivait à Lunéville depuis près de quarante ans, dans le seul but d’écarter la princesse qui « incarnait l’antique indépendance des duchés. »

### Départ de Lunéville pour Commercy: l’adieu des Lorrains
Le mariage par procuration de la princesse Élisabeth-Thérèse avec le représentant du roi de Sardaigne Charles-Emmanuel, le prince de Carignan, célébré le 5 mars 1737, retarda de quelques jours la prise de possession de la Lorraine. Mais dès le lendemain, la duchesse abandonna Lunéville, pour se rendre d’abord à Haroué accompagnée de la princesse Anne-Charlotte, d’Élisabeth-Thérèse, de la princesse d’Armagnac et de la duchesse de Richelieu  ; puis, le 14 mars, ce fut seule qu’elle vint résider au château de Commercy. Sa fille Anne-Charlotte se dirigeait vers Remiremont, où son élection comme abbesse devait avoir lieu ; tandis que son aînée Élisabeth-Thérèse était en route pour Turin : « […] Je vis S.A.R. Madame la Duchesse Régente, et les deux augustes Princesses ses filles [Élisabeth-Thérèse et Anne-Charlotte], s’arracher de leur palais, le visage baigné de larmes, levant les mains vers le ciel, et poussant des cris, tels que la plus violente douleur pourroit les exprimer. Ce seroit tenter l’impossible que de vouloir dépeindre la consternation, les regrets, les sanglots, et tous les symptômes de désespoir auxquels le peuple se livra, à l’aspect d’une scène qu’il regardoit comme le dernier soupir de la patrie. Il est presque inconcevable que des centaines de personnes n’aient pas été écrasées sous rouës des carosses, ou foulées sous les pieds des chevaux, en se jettant aveuglément, comme elles firent, à travers les équipages, pour en retarder le départ. Pendant que les clameurs, les lamentations, l’horreur et la confusion régnoient à Lunéville, les habitants de la campagne accouroient en foule sur la route par où la Famille royale devoit passer, et prosternés à genoux, ils lui tendoient les bras et la conjuroient de ne pas les abandonner. Peu de jours après ce tragique spectacle, le roi Stanislas vint prendre possession du palais de Lunéville ».
Alors que la régente se dirigeait vers sa nouvelle résidence, la population se lamenta et se jeta au-devant de sa voiture pour l'empêcher de partir, comme en témoignent les écrits de l’époque : les lettres de Madame Graffigny ou les gravures exécutées sous la demande de Valentin Jumarai-Duval en 1750. Alors que François III, qui avait reçu une éducation à la cour de Vienne, était froid et distant avec ses sujets, Élisabeth-Charlotte, quant à elle, restait très populaire ; sa tristesse lors de son départ de Lunéville, témoigna de son attachement pour la terre et les habitants des duchés. À son arrivée à Commercy, la duchesse put jouir en usufruit seulement, du château et principauté de Commercy et d'Euville, avec les lieux et villages, leurs territoires et dépendances, ainsi qu’un revenu de six cent mille livres. Même si elle conserva son honneur de souveraine, son pouvoir n’était qu’illusoire, puisqu’elle était soumise au « bon vouloir de la Cour française », qui notifia sous forme de treize articles la vie, la justice et le commerce de la principauté de Commercy, rendant la duchesse impuissante. Par exemple, les articles 2 et 4 de la Convention stipulaient que la quantité de sels et tabacs était fixée selon le nombre des habitants, et ce genre de produits ne pouvait être vendu que dans un magasin établi à Commercy. Connue sous le nom de Madame Royale désormais, elle devait soustraire sa principauté à la juridiction de la Lorraine, passant ainsi les dernières années de sa vie dans la précarité et la maladie. Fleury refusa même de lui venir  en aide financièrement, ne lui accordant que l’autorisation d’établir une loterie : « Votre Altesse mariée dans une maison étrangère ne peut donc rien demander de plus au Roy. » Dès le début de sa souveraineté à Commercy, la duchesse s’entoura d’une Maison importante où figurent des membres de famille restées fidèles à l’ancienne dynastie : Spada, Gallo, Bouzey, Gourcy, Mercy et nomma le comte de Girecourt chancelier, garde des sceaux et chef de ses conseils, et cinq conseillers d’État. Elle fut à l’initiative de la création d’un conseil d’État, chargé de décider des grandes affaires d’administration publique, et d’une Cour des grands – une cour de justice jugeant en appel les procès entre particuliers – cette dernière remplit aussi des fonctions de Cour des aides et finances. Stanislas ne vint jamais la voir à Commercy, et elle ne voulait pas le rencontrer, animée sûrement par la rancœur qu’elle entretenait envers ce roi déchu, qui avait usurpé les duchés d'un prince qui l'avait autrefois accueilli.

## Mort de la dernière duchesse de Lorraine

### Une santé fragilisée
En 1699 à Paris, la duchesse contracta la petite vérole, dont elle guérit grâce aux soins de sa mère et d’Helvétius ; lorsque ce n’était pas son état de santé qui était fragilisé, c’était celui de ses enfants, ou l’infidélité de son époux qui lui provoquèrent ainsi des tracas. Sa tristesse était perceptible à travers ses lettres et ne fit qu’aggraver son état de santé. Les nombreuses plaintes de la duchesse, visibles dans ses lettres, montrent que sa vie était rythmée par de nombreux ennuis de santé : ennuis mineurs comme ulcère de jambe, « pituite », dents gâtées, abcès, rhume de cerveau, dysenterie, coliques hépatiques, petite vérole et sans doute une hypertension artérielle qui se manifesta par des crises d’apoplexies dont une qui lui fut fatale.
- Lettre d’Élisabeth-Charlotte à la marquise d’Aulède, Luneville, ce 13 janvier 1724 : « […] je vous écris, estant acablé de mal de teste et de pituite […] »
- Lettre d’Élisabeth-Charlotte à la marquise d’Aulède, Lunéville, ce 24 août 1724 : « Il est vret, Madame, que le mesme mal que j’ay eu à la jambe, il y a 3 ans, m’est revenu avec de grande douleurs ; mes ce n’est pas un rumatisme, ce sont des varise qui s’ouvrent et qui me sont restées de ma dernière couche, où l’on m’accoucha de force, et c’est ce qui m’a causé ce mal […] ».
- Lettre d’Élisabeth-Charlotte à la marquise d’Aulède, Lunéville, ce 20 février 1725 : « […] pour mon rume, dure encore, mes c’est plustost une pituite qu’un vret rume […] ».

Pour soulager la duchesse, « l’eau de boule » était fréquemment utilisée. Il s’agissait d’une préparation à base de tartrate de fer et de plantes vulnéraires, utilisée dans le traitement des anémies, en cataplasmes, anti-inflammatoire et antalgique.
L’embonpoint de la Palatine, sa mère, toucha aussi sa fille qui était connue pour sa gourmandise : elle adorait les carpes frites, le maquereau, les truffes du Périgord et le vin de champagne. D’ailleurs, selon les travaux actuels de Thierry Franz, la duchesse, aimant cuisiner tant des plats salés que sucrés, elle possédait sa propre cuisine au château de Lunéville. Une table surgissait toute dressée du parquet, satisfaisant l’émerveillement de tous les convives. Ce goût pour la cuisine n’était pas une exception, puisque Louis XV avait, lui aussi, un cabinet à pâtisserie. Son père et Mme de Tavagny, abbesse de l’Estange, étant morts d’un accident vasculaire cérébral, la duchesse craignait donc de mourir de cette même manière, et ses craintes furent justifiées.

### À la veille de sa mort
Étant donné l’état de santé fragile de la duchesse tout au long de sa vie, elle fut entourée constamment de médecins, de chirurgiens qui ne purent éviter l’attaque d’apoplexie après les divertissements organisés pour la fête de Sainte-Anne, le 8 juillet 1743. Le rétablissement de la duchesse suscita un tel enthousiasme qu’il témoignait de sa popularité et de l’affection que lui portèrent ses sujets. La duchesse avait le « moral affaibli au point d’être en enfance », « et elle n’en retrouva plus qu’une lueur au lit de mort, lorsqu’elle reçut les saints sacrements ». Elle assista cependant aux réjouissances données en novembre 1744, en l’honneur du mariage de son fils François III, où elle distribua la médaille frappée à Vienne à l'occasion de la cession de la principauté de Commercy. En mi-décembre, elle fut frappée par une nouvelle attaque d’apoplexie ; tandis que du « 18 ou 22 décembre, on lui administra tous les jours le Saint-Viatique et une médecine pour lui libérer le ventre, ce qui soulagea la tête », elle refit une attaque le 22 et sombra dans un coma. Elle rendit son dernier souffle le 23 décembre 1744 à huit heures du matin, entourée des anciens serviteurs de son mari et « emportant les regrets des Lorrains, qui voyaient en elle la veuve d’un prince qu’ils avaient chéri, et à bien dire, leur dernière souveraine, symbole  de leur nationalité perdue».  Dès le lendemain, ses entrailles furent portées en grande cérémonie à l'hôpital Saint-Charles, inhumées devant le maître-autel. Le 27 décembre, le cœur fut déposé dans le socle même de la statue, tandis que le corps fut déposé dans la chapelle du château où il resta jusqu'au 17 février 1745, jour il fut conduit à l'église des Chanoines. Le 19 février, le corps fut conduit à Nancy et descendu dans le caveau des Cordeliers.
- Acte de décès d’Élisabeth – Charlotte de Bourbon – Orléans, Duchesse de Lorraine : Extrait des registres des baptêmes, mariages et mortuaires faits dans l’Église collégiale et paroissiale de Saint-Nicolas de Commercy, année 1744 : « Le vingt trois decembre mil sept cent quarante quatre environ les huit heures du matin, est decedée en son chasteau, tres haute, tres puissante et tres excellente princesse Élisabeth – Charlotte de Bourbon d’Orleans, duchesse douairiere de Lorraine et de Bar, souveraine de Commercy et Euville, après avoir reçu l’extreme onction le vingt et un à trois heures après midy, et le saint Viatique le vingt deux à neuf heures du matin […] Les entrailles ont été enterrées par le mesme dans le sanctuaire de l’eglise de l’hospital. […] Le cœur a aussy esté reçu par le mesme à la tête de son chapitre et deposé dans la sacristie […] Le corps de S.A.R. est demeuré en dépôt dans la chapelle du château jusqu’au dix sept février 1745 […] et demeura jusqu’au dix huit, auquel jour le service et les obsèques ayant été faits par Monseigneur l’Evêque […] le conduisit dans le carrosse […] et le mit en depôt à sept heures du soir (à Toul), entre les mains du R.P. prieur de St Epvre et toute la communauté pour passer la nuit dans son église. Le dix neuf, après les services faits […] le corps de ladite A.R. fut remis par led. R.P.  prieur au sus dit  P. Doyen qui le conduisit […] à la porte de l’église des Cordeliers de Nancy, […]  fut deposé dans le caveau, sepulcre ordinaire de la maison royale de Lorraine […]

Fait au retour de Nancy, à Commercy, ce vingt quatre février mil sept cent quarante cinq.
Signé : J.F. Simonin, doyen et curé ».
La chapelle où le corps a été déposé le 18 février est la chapelle des bénédictins de Saint-Epvre de Toul. Elle est désormais transformée en maisons d'habitations sises allée de la Louvière dont figurent encore les vestiges apparents de cette chapelle (piliers, croisées d'ogives).

### La mort de la dernière duchesse de Lorraine
La Galaizière interdit la publication de l’oraison funèbre du jésuite Père Aubert qui était d’usage, craignant d’augmenter l’animosité envers les troupes françaises présentes depuis 1733. La cour de Lunéville n’observa qu’un deuil d’un mois, Commercy fut attribuée naturellement à Stanislas qui en fit une de ses plus belles résidences. Les gens de la Maison de la duchesse se mirent alors au service de ses fils François Ier duc de Toscane et empereur du Saint-Empire ou de  Charles-Alexandre, gouverneur des Pays-Bas et époux de Marie-Anne, sœur de Marie-Thérèse. La duchesse ne vit donc pas son fils monter sur le trône de l’Empire, puisqu’il fut seulement élu le 13 septembre de l’année suivante, à Francfort. De son union avec Marie-Thérèse, seize enfants virent le jour, dont la future reine Marie-Antoinette. Quant à sa fille Anne-Charlotte, abbesse de Remiremont en 1738, elle quitta la Lorraine à la mort de sa mère, vécut longtemps à Innsbruck et mourut, abbesse du chapitre de Mons, en 1773.
Élisabeth-Charlotte laissa son empreinte au sein de Commercy, tant dans les cœurs des habitants qu’à travers les travaux d’embellissement de la ville, par le décret ordonnant l’alignement des façades de maisons par rapport à la rue. Bien qu’issue d’une famille prestigieuse, dès son arrivée en Lorraine elle sut se faire aimer de son peuple. Pendant le carnaval de 1699, suivant une vieille coutume de Nancy, les personnes mariées pendant le cours de l’année munies d’un petit fagot et se tenant par le bras, devaient aller présenter leurs hommages au souverain, qui les recevait dans l’antique Salle des Cerfs, et après une procession dans la ville, faire un grand feu de leurs fagots au milieu de la cour du palais ducal. Le couple ducal prit activement part à cette fête, en prenant la tête de la procession.
La principale occupation de la duchesse, à Commercy, semblait être la pratique de la dévotion. Elle assistait, en effet, « à deux messes par jour et communiait souvent, chaque fois qu'elle approchait de la table sainte, en remettant au curé dix louis pour les besoins de la paroisse et des pauvres. » Au-delà de sa dévotion, c’est sa bonté, sa générosité de cœur et son dévouement que la population garda en mémoire. Sa bienfaisance se manifesta en diverses occasions, tant à l’égard des pauvres de sa seigneurie que vis-à-vis de ses serviteurs, intensifiant ainsi l’amour de son peuple. Si un marchand avait des difficultés financières, elle lui prêtait à faible intérêt ou elle envoyait les gens de sa maison acheter chez lui. Si l’un de ses domestiques était dans l’incapacité d’élever un de ses enfants, elle s’en chargeait et souvent les dotait. Lorsque l’incendie du château de Lunéville eut lieu, elle demanda, avant tout, si personne n’était mort.
Épouse trompée, duchesse déchue, mécène et commanditaire, Élisabeth-Charlotte fut regrettée par ses sujets, tant pour sa générosité que pour son attachement à la Lorraine. Elle « était aussi aimée des Lorrains que leurs princes les plus vénérés, ses vertus d'épouse et de mère, la sagesse de son administration en qualité de régente, lui avaient acquis l'affection et assuré l'estime de ses sujets. »

## Œuvres charitables
Elle autorisa la construction d’un hôpital à Bruyères sur la demande du comte de Girecourt. Elle offrit, en 1730, la châsse en bois doré qui recèle les reliques de saint Pierre Fourier dans la basilique de Mattaincourt.

### Articles
- Barthelemy, Edouard, « Visite du comte de Belle-Isle à la duchesse régente de Lorraine en 1733 », Journal de la Société Archéologique,‎ 1883, p. 105-110
- Boye, Pierre, « La prise de possession des duchés de Lorraine et de Bar », Le Pays lorrain no 12,‎ décembre 1937, p. 409-470
- Boye, Pierre, « Le duc d’Orléans à Lunéville, juillet-août 1725 », Pays lorrain no 1,‎ 1971, p. 01-13
- Paul-Charles Peureux de Boureulle, La dernière duchesse de Lorraine, St Dié, imp Humbert, 1891
- Franz, Thierry, « Les menus plaisirs de Lunéville, Les agréments du quotidien sous Léopold et François III », Les cahiers du château de Lunéville no 3,‎ 2007, p. 34-37
- Lebasch, Sarah, « Élisabeth-Charlotte d'Orléans et la mode féminine au xviiie siècle », Les cahiers du château de Lunéville nº 5,‎ 2010, p. 50-53
- Roze, Francine, « Madame Léopold, Élisabeth – Charlotte d’Orléans, duchesse de Lorraine (1676 – 1744) », Les cahiers du château de Lunéville no 3,‎ 2007, p. 24-29
- Voreaux, Gérard, « Un portrait allégorique d’Élisabeth-Charlotte », Les cahiers du château de Lunéville no 3,‎ 2007, p. 56-59

### Ouvrages
- (en) Brooks, William, Artists’ images and the self-descriptions of Élisabeth Charlotte, duchess of Orleans (1652-1722), the Second Madame, representations of a royal princess in the time of Louis XIV and the regency, Lewiston, E. Mellen, 2007
- Cabourdin, Guy, Encyclopédie illustrée de la Lorraine, les Temps modernes, éditions Serpenoise ; Presses Universitaires de Nancy, 1991
- Gaffiot, Jean-Charles, Lunéville, Fastes du Versailles lorrain, Paris, Ed. Carpentier, 2003 (ISBN 978-2-84167-405-3)
- Lebasch, Sarah, Élisabeth-Charlotte d'Orléans (1676-1744), une princesse française à la cour de Lorraine, Université de Nancy 2, Mémoire de Master 1 d'histoire-d'histoire de l'art sous la direction de messieurs Philippe Martin et Pierre Sesmat, 2009
- Lebasch, Sarah, Élisabeth-Charlotte d'Orléans (1676-1744), une femme à la mode ?, Université de Nancy 2, Mémoire de Master 2 d'histoire-d'histoire de l'art sous la direction de messieurs Philippe Martin et Pierre Sesmat, 2010 (lire en ligne)
- Lebigre, Arlette, La Princesse Palatine, Paris, Albin Michel, 1986
- Leclerc, Jocelyn, La principauté de Commercy au temps d'Élisabeth-Charlotte d'Orléans, 1737-1744, Nîmes, C. Lacour, 2005
- Orléans, Charlotte Élisabeth de Bavière duchesse d’, Correspondance complète de madame duchesse d’Orléans née princesse palatine, mère du régent, Paris, Ed. Charpentier, 1855
- Orléans, Charlotte Élisabeth de Bavière duchesse d’, Lettres de Madame Duchesse d’Orléans née princesse palatine, Paris, Mercure de France, 1981
- Orléans, Charlotte Élisabeth de Bavière duchesse d’, Lettres françaises, Paris, Fayard, 1989
- Orléans, Élisabeth-Charlotte d’, Lettres d'Élisabeth Charlotte d'Orléans duchesse de Lorraine à la marquise d'Aulède 1715-1738, Nancy, Lucien Werner éditions, 1865
- Spanheim, Ezechiel, Relation de la cour de France en 1690, Paris, Renouard, 1882
- Van der Cruysse, Dirk, Madame Palatine, Lettres françaises, Paris, Fayard, 1989
- Vatout, Jean ; Gay, Sophie, Catalogue historique et descriptif des tableaux appartenant à S.A.S. Mgr le duc d'Orléans, Paris, impr. de Gaultier-Laguionie, 1823-1826